# Walter Kidde
Walter Kidde (7. marts 1877 i Hoboken, New Jersey- 9. februar 1943 i Belleville, New Jersey) var en amerikansk erhvervsmand og iværksætter, der grundlagde brandslukningsfirmet Walter Kidde Corporation, senere forkortet til Kidde.
Han tog afgangseksamen som ingeniør fra Stevens Institute of Technology i 1897. I 1917 grundlagde han Walter Kidde Corporation, der fremstiller brandslukkere. Under Anden Verdenskrig fremstillede firmaet også krigsvigtigt redningsudstyr som f.eks. redningsflåder.
Walter Kiddes forældre indvandrede til USA fra Bøhmen, og han er derfor ikke i familie med den dansk Kidde-slægt.
Selv om han ikke havde nogen jernbanefaglig baggrund blev Walter Kidde udpeget som bestyrer af det konkursramte jernbaneselskab New York, Susquehanna and Western Railway af retten. Et hverv han varetog fra 24. juli 1937 frem til sin død i 1943. 

## Mindesmærker
Walter Kidde Dinosaur Park i Roseland, New Jersey er navngivet til ære for Walter Kidde.